# Hassikeri, Aurad
Hassikeri là một làng thuộc tehsil Aurad, huyện Bidar, bang Karnataka, Ấn Độ.